# Черкаський Ігор Борисович
Черка́ський І́гор Бори́сович (нар. 28 жовтня 1970, Київ) — український державний політичний діяч. Голова Державної служби фінансового моніторингу України (2014—2024). Народний депутат України 6-го скликання. Державний службовець 1-го рангу. Заслужений юрист України. Член Ради національної безпеки і оборони України (2019—2025).

## Освіта
Освіта: вища економічна та юридична. Доктор економічних наук.
Володіє іноземними мовами, в тому числі мовою їдиш.

## Бізнес
З 1997 року один із засновників і співвласників, у майбутньому однією з найбільших в Україні страхової компанії «Кредо-класик», яка в 2008 році була успішно продана австрійським інвесторам.

## Життєпис
- квітень 1997 — вересень 2000 — віцепрезидент ВАТ «Кредо-класик», ЗАТ СК «Кредо-класик».
- вересень 2000 — січень 2001 — радник голови правління НАК «Нафтогаз України».
- лютий 2001 — вересень 2001 — віцепрезидент ЗАТ СК «Кредо-класик».
- вересень 2001 — листопад 2002 — голова ради директорів ЗАТ СК «Кредо-класик».
- січень 2005 — жовтень 2007 — голова ради директорів ЗАТ СК «Кредо-класик».
- листопад 2002 — жовтень 2003 — заступник Керівника Головного управління з питань судової реформи, діяльності військових формувань та правоохоронних органів — завідувач відділу контролю з питань міжнародного військово-технічного співробітництва Адміністрації Президента України.
- жовтень 2003 — січень 2005 — перший заступник Керівника Державного управління справами[3][4].
- 2003–2005 — член комітету з політики військово-технічного співробітництва та експертного контролю при Президентові України. Заступник головного редактора наукового журналу «Актуальні проблеми внутрішньої політики». Заступник голови редакційної колегії інформаційно-аналітичного журналу «Україна-НАТО».
- квітень 2006 — вересень 2007 — депутат Київської міської ради 5-го скликання від виборчого блоку політичних партій «Блок Юлії Тимошенко»[5].
- з 2007 до листопада 2007 року — голова ВГО «Фундації правових ініціатив».
- з листопада 2007 року — народний депутат Верховної Ради України 6-го скликання від виборчого блоку політичних партій «Блок Юлії Тимошенко». Член Комітету з питань теплового та енергетичного комплексу, ядерної політики та ядерної безпеки.
- 13 лютого 2008 — 11 березня 2010 — Голова Державного комітету фінансового моніторингу України (фінансова розвідка)[6][7].
- березень 2010 — лютий 2014 — голова ВГО «Фундації правових ініціатив».
- з 1 березня 2014[8] — 31 грудня 2024[9] — Голова Державної служби фінансового моніторингу України.
- липень 2019 — уведений до персонального складу Ради національної безпеки і оборони України (РНБОУ)[10].
- червень 2020 — уведений до персонального складу Національної ради з питань антикорупційної політики.
- січень 2025 — виведений зі складу Ради національної безпеки і оборони України[11].

## Трудова діяльність
За час роботи в Державній службі фінансового моніторингу України, до якої Ігор Борисович Черкаський вдруге приступив одразу після Революції Гідності, Держфінмоніторинг виведено на якісно новий рівень, який здобув авторитетне міжнародне визнання.
У 2018 р. проведене Держфінмоніторингом аналітичне розслідування визнане найкращим у світі. За результатами голосування представників підрозділів фінансових розвідок 150-ти країн світу Держфінмоніторинг отримав нагороду «Найкраща справа Егмонтської Групи» (BECA)
Зазначене розслідування стосувалось виявлення та замороження Держфінмоніторингом злочинних коштів, пов'язаних із колишніми високопосадовцями, у розмірі $1,5 млрд. Вказані кошти в подальшому були конфісковані в дохід держави. Це найбільший успішний кейс в історії незалежності України.
Завдяки перемозі у конкурсі BECA найменування Державної служби фінансового моніторингу України викарбувано на Спеціальній пам'ятній дошці в офісі Егмонтської Групи (м. Торонто, Канада), а справу Українського підрозділу фінансової розвідки включено до Книги кращих розслідувань підрозділів фінансових розвідок Егмонтської Групи.
Крім того, під Головуванням Ігоря Борисовича Черкаського, протягом 2016—2018 років Держфінмоніторинг супроводжував процес 5-го раунду оцінки системи боротьби з відмиванням коштів та фінансуванням тероризму в Україні, що здійснювалась Комітетом експертів Ради Європи з оцінки заходів протидії відмиванню коштів та фінансуванню тероризму (MONEYVAL).
Відповідно до Звіту Комітету Ради Європи Держфінмоніторинг, як підрозділ фінансової розвідки, отримав високу оцінку — «значний рівень ефективності».
Також, Ігор Черкаський забезпечив успішне проведення у 2016 р. Національної оцінки ризиків у сфері запобігання та протидії легалізації (відмиванню) доходів, одержаних злочинним шляхом, та фінансуванню тероризму. Це перша національна оцінка, що була проведена в Україні. Звіт про результати оцінки отримав позитивні висновки міжнародних партнерів.
В контексті розвитку питання транспарентності бенефіціарної власності, яким також опікується Держфінмоніторинг, у 2019 р. команда з представників державних органів та громадських організацій на чолі з Держфінмоніторингом перемогла у конкурсі за підсумками пілотної Програми «Лабораторія проектів для імплементації Угоди про асоціацію між Україною та ЄС» (EU Association Lab). Розроблена Концепція механізму перевірки кінцевих бенефіціарних власників (КБВ) під назвою «ДО100%ВІРНО» отримала премію «Найбільш інноваційне рішення».
Окрема увага приділяється роботі з підготовки та підвищення кваліфікації кадрів для системи фінансового моніторингу. Так, за рішенням І. Б. Черкаського, на базі Навчально-методичного центру, що перебував у сфері управління Держфінмоніторингу, утворено Академію фінансового моніторингу. З березня 2014 року більше 8 тисяч фахівців державного та приватного сектора пройшли навчання в Академії.
Держфінмоніторингом у 2022 році активізовано міжнародні консультації з метою вжиття заходів, спрямованих на санкціонування РФ у сфері запобігання та протидії легалізації (відмиванню) доходів, одержаних злочинним шляхом, фінансуванню тероризму та фінансуванню розповсюдження зброї масового знищення.
За результатами цієї роботи, 16.03.2022 р. Комітетом Ради Європи прийнято рішення щодо виключення РФ з Ради Європи та відповідно зі складу Комітету експертів Ради Європи MONEYVAL.
Крім того, за результатами відповідних звернень Держфінмоніторингу та Пленарних засідань, FATF суттєво обмежено РФ в правах та повноваженнях як члена FATF.
У грудні 2022 року, Егмонтською групою підрозділів фінансових розвідок було оприлюднено Заяву, згідно з якою до ПФР РФ застосовано відповідні обмеження, зокрема права проводити засідання групи, а також можливості обіймати формальні керівні, консультативні та представницькі посади та інші обмежувальні заходи.

## Парламентська діяльність
Народний депутат України 6-го скликання від «Блоку Юлії Тимошенко». Член фракції «Блок Юлії Тимошенко» (з листопада 2007). Член Комітету з питань паливо-енергетичного комплексу, ядерної політики та ядерної безпеки (з грудня 2007).

## Державні ранги, нагороди
- Заслужений юрист України — 2003[12].
- Державний службовець 1-го рангу — листопад 2003[13].

Державні нагороди:
- Орден «За заслуги» І ступеня — серпень 2008 рік[14].
- Орден «За заслуги» ІІ ступеня — жовтень 2004 рік.
- Орден «За заслуги» ІІІ ступеня — лютий 2001 рік[15].
- Орден князя Ярослава Мудрого V ступеня — червень 2020 рік[16].

## Сім'я
Одружений, виховує доньку та сина.